# 夫婦面会
夫婦面会（ふうふめんかい）とは、刑務所や拘置所の受刑者及び被収容者(以下、受刑者とする)が、数時間から数日間、配偶者と個別に過ごすことを許される制度。この時間内に性行為に及ぶこともある。
受刑者が、家族との繋がりを維持するため、釈放後の社会復帰を促進するために実施されている。素行の良い受刑者への褒賞とされることもある。
通常、トレーラーや小部屋などの専用空間が設けられ、石鹸、コンドーム、寝具、タオルなどが用意されている。

## 各国の実施状況
オーストラリア
オーストラリア首都特別地域、ビクトリア州で認められているが、 オーストラリア西部 、クイーンズランド州 等、他の地域では認められていない。
日本
認められていない
ブラジル
性別によって処遇が異なり、男性の場合は異性・同性愛問わず認められるが、女性の場合は許可があったとしても制限が厳しい。
カナダ
規律を乱す又は家族へ暴行する恐れのある者を除き、全ての受刑者は2カ月に1度、最大72時間の「個別の家族面会」が許される。
面会者当人が服役中でないことが条件であり、配偶者又は6カ月以上の事実婚状態にある者、子供、恋人、養父母、兄妹姉妹、祖父母、受刑者にとって家族同然の人物であると施設の責任者が認める者に許可される。面会中の食事は施設から提供されるが、受刑者・面会者がその費用を負担し、施設使用後は当事者らが責任を持って清掃する。面会中は職員が定期的に連絡を取る。
デンマーク
東ユトランド州刑務所は刑期8年以上の受刑者が利用できる個室があり、1度の面会で最大47時間認められる。
フランス
1DKの小部屋で最大72時間認められる。
ドイツ
配偶者、パートナーとの面会が認められている。非監視下の面会が認められることがあるので、受刑者はパートナーとの親密な時間を楽しむことが可能。ただし受刑者は面会の前に 総検の対象となる。2010年に、男性受刑者が面会中に女性パートナーを殺害し自殺を図ったことで、警備体制への批判が起こった。
香港
認められていない
インド
2015年、パンジャーブ州 及びハリヤーナー州の高等裁判所は、既婚の受刑者には、夫婦面会又は妊娠のための人工授精を行う権利があるとの見解を示した。
アイルランド
アナーキスト夫婦のマリーとノエル・マレーは1976年の殺人事件で投獄されていたが、1991年に夫婦面会の権利を失っている。 最高裁判所は、夫婦が子供を持つ権利は憲法で保障されているが、配偶者が合法的に投獄されている場合は例外であるとの見解を示した。
イスラエル
イスラエル刑務所局 (IPS) は、素行に問題が無い受刑者に対して夫婦面会を認めており、配偶者、事実婚関係の配偶者、過去2年間の間に訪問が頻繁であるパートナーが夫婦面会のために訪問できる。刑の執行を一時停止されている受刑者には認められず、警備上の理由や素行不良により取り消されることがある。2013年6月に改訂されたIPSの指針により、同棲のパートナーの面会も認められることとなった。
メキシコ
受刑者と面会者の関係性に関わらず、全土で一般的である。一家全員揃って受刑者と生活するために期間の延長を認める施設もある。 2003年に施行された、性的指向での差別を禁止する法により、メキシコシティでは2007年6月から、同性カップルの面会も認められている。
オランダ
2015年12月時点で、オランダ政府は刑期が6月以上の受刑者を対象に、月に一度の「Bezoek zonder Toezicht」(非監視下面会の意)を認めている。受刑者と関係性の深いパートナーが、訪問を認められる。ただし、重犯罪者が収容される施設は例外である。
ニュージーランド
認められていない。
パキスタン
2009年以前から、非常に厳しい制限のもと、許可される。 連邦シャリーア裁判所は2009年8月、既婚の受刑者に対しては、収容施設内の特定区画での夫婦面会又は受刑者側が一時出所して配偶者を訪問することを認めると規定した。
これに則り、シンド州では収容施設構内における、既婚の受刑者に対する夫婦面会を認める条例を定めた。
2010年の世界人権白書によれば、現在全ての州、連邦地域の刑務所で、男性の既婚受刑者のみ、夫婦面会を認められている。
パキスタンでは同性婚が法で認められないことはもちろん、同性愛そのものが犯罪にあたるため、夫婦面会は異性愛者にのみ許可される。
ロシア
ロシアでは2001年から、受刑者の待遇改善が進められており、素行の良い受刑者は、愛する者と過ごす時間として18日間、刑罰の執行が一時停止される。これに加えて、月に一度ほど、家族の訪問が与えられる。
スペイン
4から8週間に1度認められる。個室を与えられ、最大3時間利用でき、コンドーム、シャワー、清潔なタオルが与えられる。
トルコ
2013年4月から、刑務所・拘置所において、素行の良い受刑者・被収容者に対する褒賞として、認められている。
イギリス
イングランド、ウェールズ、スコットランド、北アイルランド、いずれの地域の刑事収容施設でも認められていないが、出所後の受刑者を引き受ける環境との繋がりを強化するため、受刑者側からの家族訪問が認められている。
これは、逃亡の恐れが少なく、出所までの残り刑期が数週間、数カ月となった、長期刑の受刑者に限り認められる。閉鎖的な独居よりも、開放的な雑居に服役する者のほうが、認められやすい。
アメリカ合衆国
1974年、オハイオ州のマリオン矯正センターの受刑者であるマイケル・ライオンと別の受刑者及びその妻らは、夫婦面会は憲法で保障された権利であり、その機会が与えられないことは残酷かつ不当であるとの訴えを起こした。
しかし、オハイオ州北部を管轄する連邦裁判所は、服役中の受刑者に対する夫婦面会の権利は憲法で保障されていないとの判断を示した。
連邦刑務所局は、連邦刑務所の囚人に夫婦面会を認めず、この方針は州、自治体当局の方針と相反する場合でも優先されるが、 州刑務所の場合は当該州法によってそれぞれ規定されている。
受刑者が夫婦面会を認められる要件として、面会者の身辺調査を実施する場合があること、受刑者が性感染症を罹患していないこと等が求められる。
面会者が不正に物品を持ち込み、又は持ち出しすることを防ぐため、面会者と受刑者は、面会の前後に検査される。
全米で最初に夫婦面会制度を始めたのはミシシッピ州の州刑務所で、過酷な刑務作業に従事する黒人男性の受刑者に対する見返りとして始まった。 カリフォルニア大学ロサンゼルス校、 ラスキン公共政策大学院で社会福祉学の教授を務めるジョルジャ・リープは、夫婦面会を認められた受刑者は家族との絆を強化し、再犯リスクを減らせるという意見を、犯罪学の観点で表明している。
過去40年間に建設された、特別施設を含む新造刑務所の大半は、「日曜訪問」のために特別設計されている。
90年代初頭には、17の州で認められている。ジョルジャ・リープ教授によると、犯罪者への世間の処罰感情が高まっていることで、夫婦面会を認める州は減少傾向にあり、また一部の犯罪者には、矯正の効果が無いとの見方が80年代、90年代に論じられた。
2007年、カリフォルニア矯正局は同性の夫婦面会を認めると発表。これは、2005年に制定された、性的指向によって、享受する権利に差があってはならないとする州法に準拠したことによる。この新しい規定では、入籍した同性の配偶者又は服役中でない事実婚パートナーに面会を認めているが、その関係が当該受刑者の服役前から始まっていることが求められる。
両親その他親族の面会も認められるため、2008年以降、夫婦面会は家族面会の延長線上にあるものとして認知されており、いずれの場合も家族の絆を強化し、受刑者の矯正を目的としている。
2011年にはニューヨーク州で、既婚の受刑者に対する家族面会を可能とする法案が施行された。
2014年1月、ミシシッピ矯正局の局長、クリス・エップスは、夫婦面会制度を廃止し、 同年5月にニューメキシコ州も廃止した。これにより夫婦面会を実施している州は、カリフォルニア州、コネチカット州、ニューヨーク州とワシントン州となっている。